# Vergoldung (Buch)

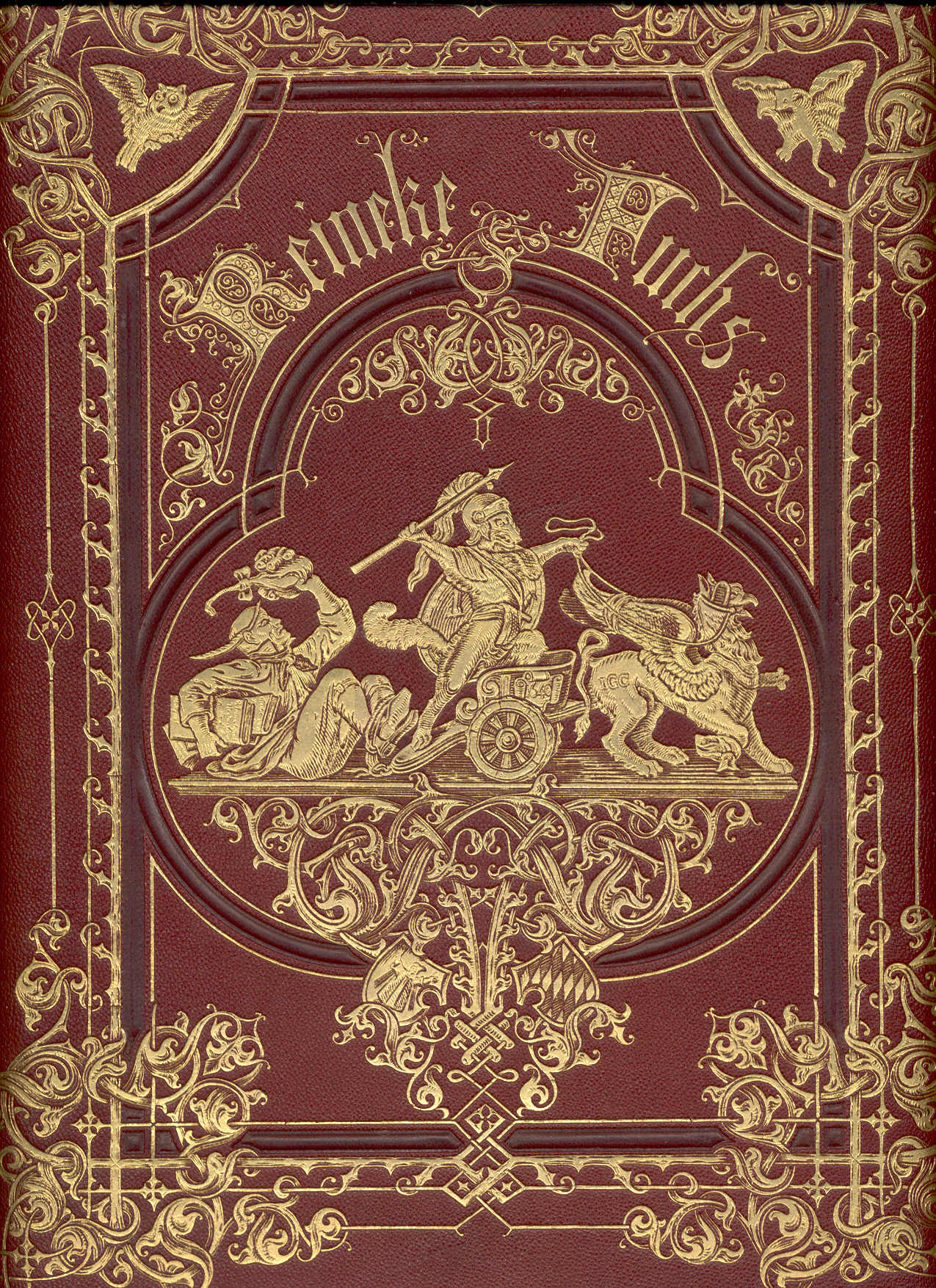
Pressvergoldeter Einband des 19. Jahrhunderts

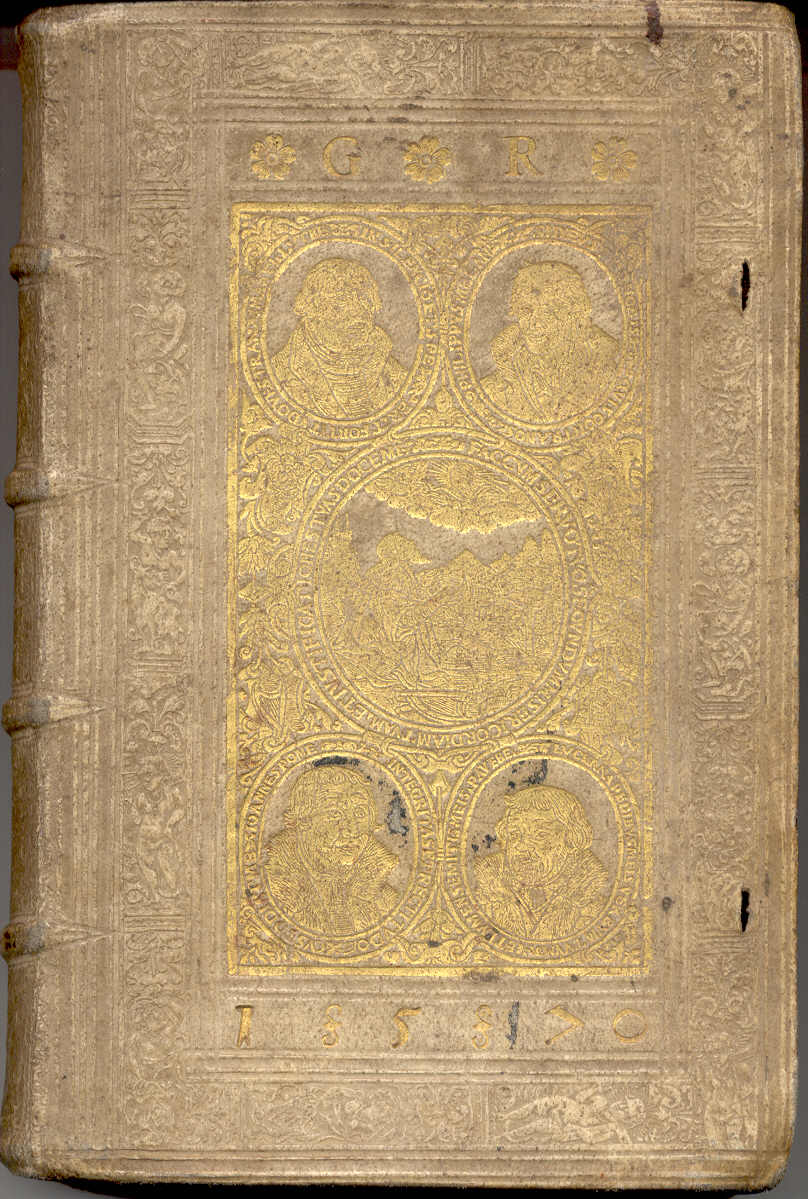
Vergoldeter Einband des 16. Jahrhunderts mit Blindprägung

Pressvergoldeter Einband der Renaissance mit Blindprägung

Die Vergoldung als Dekorationsform eines Bucheinbandes bezeichnet die Übertragung goldener oder goldfarbiger Stoffe mittels Prägung auf das Bezugsmaterial des Einbands. In der Regel wird dabei zwischen der Vergoldung per Hand, dem Golddruck, und der Pressvergoldung (historisch auch Pressvergolderei), als Form der maschinellen Vergoldung, unterschieden. Die farblosen bzw. bunten Äquivalente zur Vergoldung sind Blindprägung und Farbprägung.

## Geschichte
Die Verwendung von Blattgold in der Einbanddekoration geht zurück bis zu den Kopten. In dieser Frühphase der Einbandkunst wurde es jedoch nicht zum Prägen, sondern für die Unterlegung von Durchbrucharbeiten eingesetzt. Auch eine goldene Akzentsetzung auf Blinddruckeinbänden war bekannt, wobei die Pigmente aber noch mit einem Pinsel aufgetragen wurden.
Die Handvergoldung als Prägetechnik ist als islamische Entwicklung schon im 11. Jahrhundert bezeugt. In Marokko wurde sie ab dem 13. Jahrhundert verwendet und ist aus dieser Zeit auch erstmals belegt. Das British Museum in London beherbergt das vermutlich älteste bekannte Exemplar, einen mit Golddruck verzierten Ziegenlederband, als Umhüllung einer gegen die Jahrhundertmitte entstandenen Handschrift aus Marrakesch. Im 14. Jahrhundert breitete sich die Handvergoldung zunächst im islamischen Kulturraum aus, um schließlich gegen die Jahrhundertwende über Italien das europäische Einbandschaffen zu erobern. Mit der Erfindung der Stockpresse wurde die Handvergoldung in der Renaissance allmählich durch die Technik der Pressvergoldung ersetzt. Die Vergoldung wurde zum prägenden Einbanddekor und blieb es, in unterschiedlichen Ausformungen, bis ins 19. Jahrhundert. Heute wird der Golddruck nur noch bei Spezialanfertigungen angewandt und selbst die Pressvergoldung ist selten geworden.

## Werkzeuge
Die Werkzeuge der Handvergoldung entsprechen jenen der Blindprägung. Streicheisen, Filete, Stempel, Rolle sowie Linien- und Bogensatz für die Darstellung von Linien, Mustern und Motiven, Typen für den Titeldruck, Inschriften oder dekorative Schriftbänder. Eine große Sorgfalt in der Herstellung ist hier allerdings wesentlich wichtiger als beim Blinddruck, denn um einen klaren Abdruck im Gold zu hinterlassen, müssen die Motivkanten sehr scharf und tief geschnitten sein. In der Pressvergoldung kommen im Gegensatz zum Golddruck große gravierte Messingplatten zum Einsatz, für die manueller Druck nicht ausreicht. Sowohl Platten als auch Stempel werden für die Vergoldung als Positive hergestellt. Der Abdruck erscheint später also nicht erhaben, sondern vertieft.

## Herstellung

### Golddruck

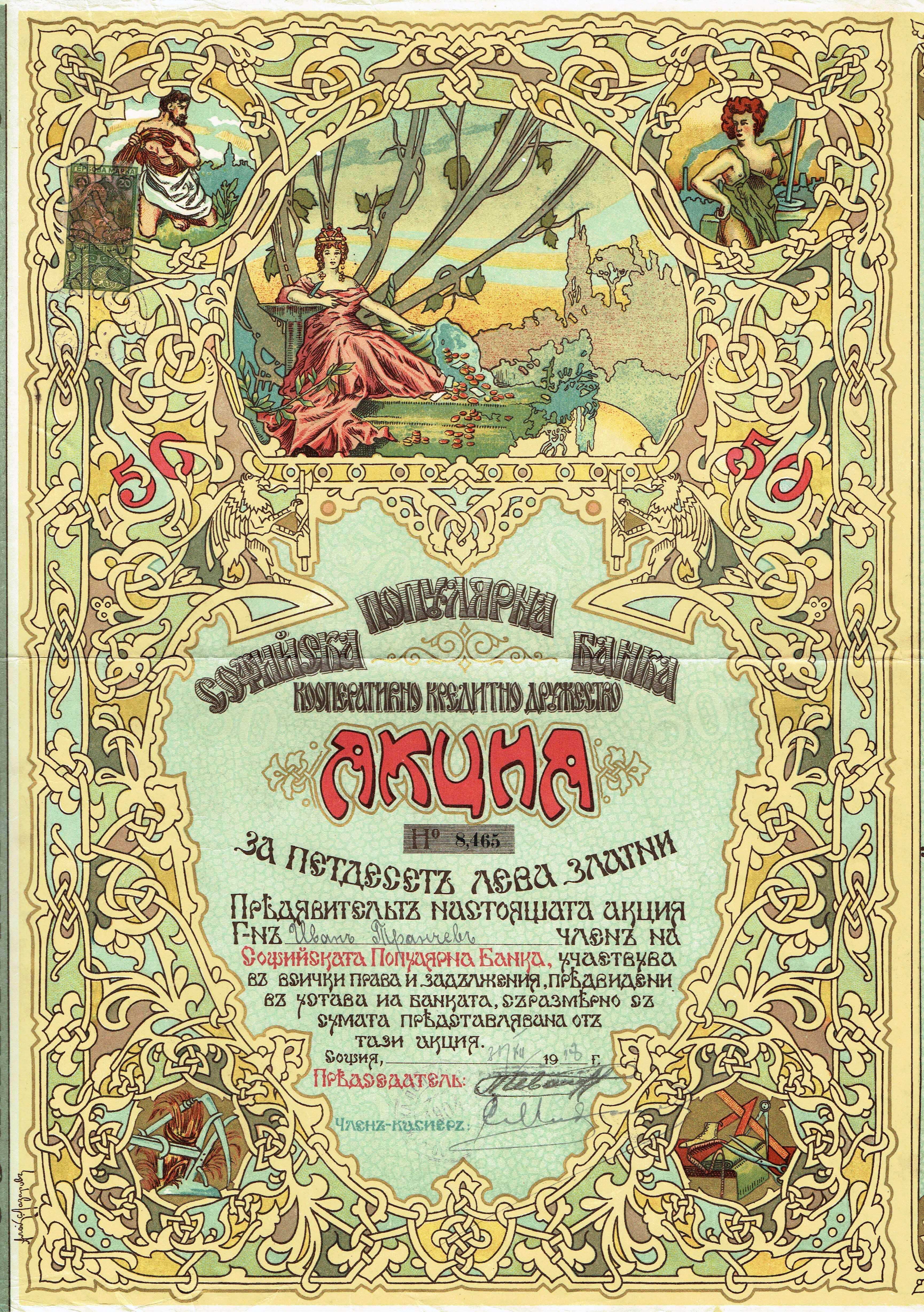
Aktien der Sofioter Volksbank wurden im Golddruck hergestellt

Die klassische Form des Golddrucks ist die Verwendung von Blattgold auf Leder. Der erste Arbeitsschritt dabei ist das blinde Vordrucken der Darstellung. Ist der Entwurf komplett auf das Leder übertragen, wird dieses mit Essigwasser gereinigt und das blinde Motiv mithilfe eines sehr schmalen Pinsels und Kleister vorgrundiert, um ein Einsickern des Bindemittels in die Lederporen zu vermeiden. Im Fall von relativ wasserabweisenden Lederarten ist eine solche Vorbehandlung unnötig. Hier kann direkt zum zweiten Schritt übergegangen werden. Dieser sieht, nach einer kurzen Trockenphase, die zweite Grundierungsschicht, früher aus einer Eiweiß-Essig-Mischung bestehend, heute meist auf Schellackbasis, vor. Die Grundierung mit Eiweiß erfordert eine sehr schnelle Weiterbehandlung, da nach einer Stunde keine genügende Haftung mehr vorhanden ist, Schellack hingegen kann einen ganzen Arbeitstag lang verwendet werden.
Der nächste Schritt ist das Einölen der umliegenden Lederfläche, um ein Kleben des Goldes außerhalb des Motivs zu vermeiden. Mittels eines Auftrageklötzchens hebt der Buchbinder dann ein zugeschnittenes Stück Blattgold hoch und trägt es auf den Einband auf. Hier wird es mit einem Wattebausch festgerieben, bis sich die Vorzeichnung deutlich abzeichnet. Die mittlerweile auf etwa 100 °C vorgeheizten Werkzeuge werden nun dafür benutzt, unter festem, kurzem Druck die Stempelungen zu wiederholen. Durch die Verbindung von Hitze und Grundiermittel wird das Gold dabei fest mit dem Bezugsleder verbunden. Überschüssige Goldteile können danach problemlos abgewischt werden.
In der modernen Handbuchbinderei wird der Golddruck teilweise, statt mit echtem Blattgold, mit Goldfolie durchgeführt. Bei Goldfolie handelt es sich entweder um echt goldene oder nur goldfarbige Prägefolie, einem Verbund aus Träger-, Trenn-, farbgebender - und Haftschicht, der eine Grundierung des Bezugsmaterials unnötig macht. Unter der Einwirkung von Druck und Wärme löst sich die farbgebende Schicht von der Trennschicht und verbindet sich durch die Haftschicht mit dem Untergrund. Der Hauptanwendungsbereich von Prägefolien jedoch ist nicht der Golddruck, sondern die Pressvergoldung, für die sie ursprünglich auch entwickelt wurden.

### Pressvergoldung

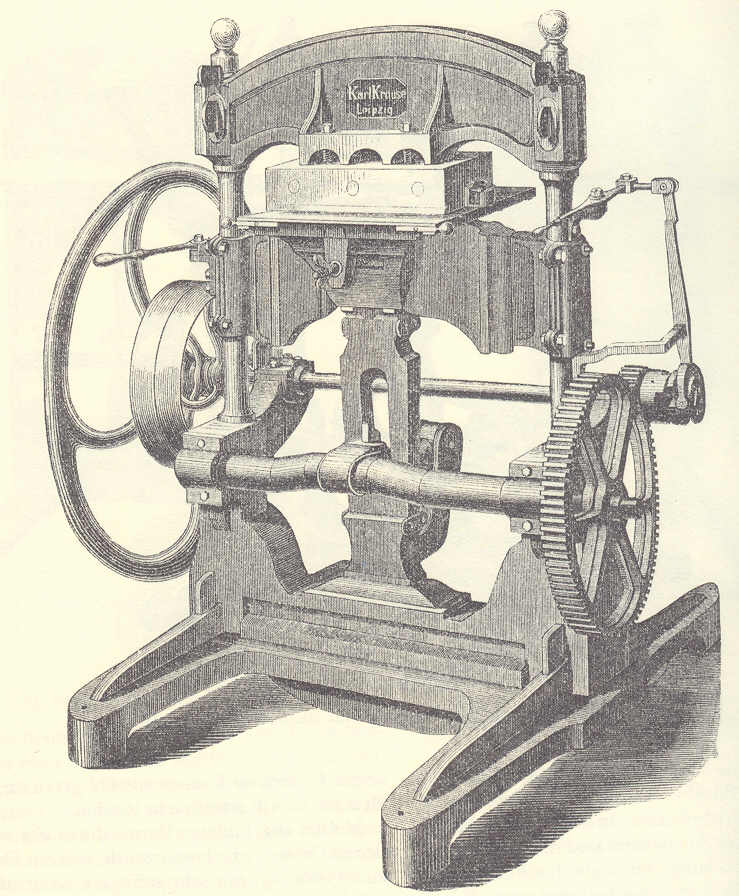
Kniehebelpresse zum Einsatz bei Blindpressung und Pressvergoldung aus der Fabrik von Karl Krause

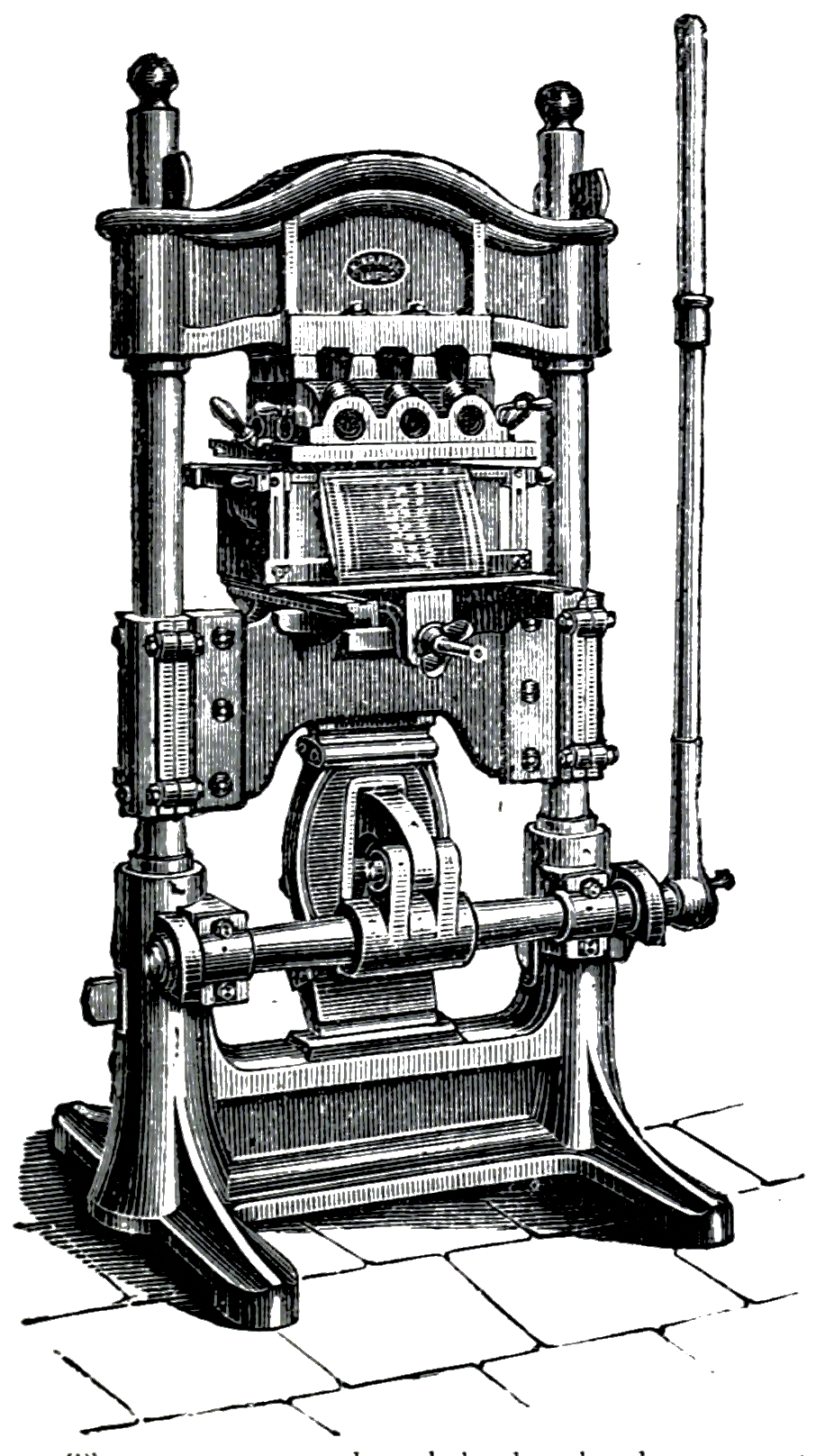
Prägepresse mit eingelegter Buchdecke

In der Regel kommen in der Pressvergoldung Folien zum Einsatz, sie haften auf jedem Untergrund und eignen sich daher besonders gut für die Verwendung auf Gewebebänden. Während die industrielle Herstellung von Verlegereinbänden Pressvergoldung mit Folien voraussetzt, ist im Handwerk aber auch Plattenprägung mit Blattgold möglich. Die Arbeitsgänge dafür entsprechen weitgehend denen der Handvergoldung. Auch hier werden die Motive vorgedruckt, grundiert und anschließend durch Auflegung des Goldes geprägt. Der Unterschied besteht darin, dass der Druck nicht mehr manuell, sondern durch den Einsatz von Pressen geleistet wird.  Die Herstellung pressvergoldeter Einbände in der Industrie und im Handwerk unterscheidet sich ansonsten lediglich in der Größe und der Bedienbarkeit der Maschinen. Während Massenauflagen in schnelllaufenden Pressanlagen am Fließband verziert werden, arbeitet der Handvergolder in der Regel mit kleineren, von Hand zu bedienenden Geräten.